# Amos Edwin Botsford
Pour les articles homonymes, voir Botsford.
Amos Edwin Botsford (25 septembre 1804 - 19 mars 1894) était un cultivateur, un juge, un homme politique canadien et un homme d'affaires du Nouveau-Brunswick. Il était nommé au Sénat du Canada par la Proclamation royale de 1867.

## Biography
Amos Edwin Botsford naît le 25 septembre 1804 à Saint-Jean, Nouveau-Brunswick. Il était le deuxième fils de William Botsford et Sarah Lowell Murray née Hazen d'une famille de dix enfants.
En 1808, sa famille déménage à Westcock, Nouveau-Brunswick pour être avec son grand-père, l'honorable Amos Botsford, dans ses dernières années. En 1812, son père William Botsford, s'est présenté aux élections législatives provinciales et a remporté le siège de député de Westmorland au décès de son grand-père.

## Formation & carrière
Edwin Amos Botsford  a fréquenté la Westmorland Grammar School, recevant une éducation sur la loi de son père. Il a travaillé comme agriculteur, exploitant à un moment donné des centaines d'acres de terres fertiles dans les zones marécageuses autour du Tantramar.
Dans les années 1830, il occupa le poste de juge de paix et de doyen de la Cour inférieure des plaids communs du comté de Westmorland. Il a également servi dans le 2e bataillon de la milice du comté de Westmorland. Il fut nommé capitaine en 1823, lieutenant-colonel en 1932, succédant à son père, commandement qu'il conservera jusqu'en 1867.
En 1833, il devint membre du Conseil législatif et siégea également au Conseil exécutif de 1838 à 1840. Amos Edwin Botsford a suivi les traces de son grand-père Amos Botsford, de son père William Botsford et de son frère Bliss Botsford, qui ont tous été président de la Chambre d'assemblée du Nouveau-Brunswick.
En 1836, avec Edward Barron Chandler, il fut nommé commissaire pour régler la question de la frontière avec la Nouvelle-Écosse ; en 1839, il se rendit à Québec pour déterminer la frontière entre le Bas-Canada et le Nouveau-Brunswick et, la même année, à Washington, à titre de commissaire chargé d’examiner un problème frontalier. Le lieutenant-gouverneur, sir Edmund Walker Head, lui confia en 1852, en raison de « sa discrétion et de son intelligence », l’une de ses missions les plus importantes. Il devait représenter la province aux entretiens sur la réciprocité, à Washington.
En avril 1866, il présenta au Conseil législatif une proposition qui demandait l’union fédérale des provinces, motion qui fut adoptée.
Il est nommé au Sénat par la Proclamation royale de 1867 et accède à la Présidence du Sénat à deux reprises, en 1872 et en 1880 en remplacement des Présidents Cauchon et Macpherson qui ne pouvaient assumer temporairement leurs rôles.
En tant qu'entrepreneur, Amos Edwin Botsford a investi dans plusieurs technologies nouvelles et émergentes telles que la Moncton Gas Light and Water Company, la Moncton Cotton Manufacturing Company et l'Acadia Sugar Refinery. Il détenait également des actions de la Sackville Electric Light and Telephone Company. Il a également participé à un projet de liaison ferroviaire du Nouveau-Brunswick à l'Île-du-Prince-Édouard.

## Vie familiale
En septembre 1864, a l'age de soixante ans, Amos Edwin Botsford a épousé Mary Arabella Allison, née Cogswell (14 février 1815 - 19 juillet 1894) à Sackville, N.-B. C'était le deuxième marriage pour Mary, son mari étant décédé l'année précédente. En 1852, la sœur cadette de Mary, Sarah Cogswell, avait épousé George Blair Botsford, le frère cadet d'Amos Edwin Botsford.
Toujours en activité, Amos Edwin Botsford meurt le 19 mars 1894 à l'âge de 89 ans emporté par des complications consécutives à une maladie cardiaque et à une bronchite aiguë.